# 伯特·沃德
伯特·沃德（英語：Burt Ward，1945年7月6日—），是一位美国肥皂剧演员和激进主义分子。他最出名的作品是《蝙蝠俠》（1966至1968年）与其剧场版，他在剧中饰演著名漫画角色蝙蝠侠的搭档罗宾，这也是他最精彩的写照。